# HD 97937
HD 97937，又名BD+13 2379，SAO 99527、HR 4366，是一颗恒星，视星等为6.67，位于銀經240.81，銀緯63.49，其B1900.0坐标为赤經11h 10m 44.3s，赤緯+13° 63.49′ 30″。